# Вахид Хасан, Мохаммед
Мохаммед Вахид Хассан Маник (мальд. މުހައްމަދު ވަހީދު ޙަސަން, род. 3 января 1953, Мале, Мальдивы) — президент Мальдивской республики, был приведён к присяге 7 февраля 2012 года после отставки президента Мохамеда Нашида (которую последний считает переворотом) и являлся президентом до 17 ноября 2013 года. До этого он занимал пост вице-президента с 2008 по 2012 год.
До возвращения на Мальдивы в 2005 году, занимал пост заместителя директора UNDCO в штаб-квартире ООН в Нью-Йорке. Его служба в ПРООН и ЮНЕСКО включала работу консультантом при разработке образовательных программ для Свазиленда, Лесото, Мозамбика, Танзании, Бангладеш и государств юга Океании. Затем участвовал в выборах главы оппозиционной Мальдивской демократической партии, перешёл в социал-демократическую Партию национального единства и был выдвинут от неё в президенты в 2008 году, но в итоге стал вице-президентом при Нашиде. Был кандидатом в президенты на выборах 2013 года.

## Награды
- Орден Звезды Палестины (Палестинская национальная администрация, 2013 год)[3]